# Macau Olympic Complex
Der Macau Olympic Complex, bis 2005 als Estádio Campo Desportivo (chinesisch 澳门运动场) bekannt, ist ein Mehrzweckstadion auf Taipa in der chinesischen Sonderverwaltungszone Macau. Eigentümer des etwa 16.000 Zuschauer fassenden Stadions ist die Regierung von Macau. Nach der Sanierung im Jahre 2005 wurde das Stadion in „Macau Olympic Complex“ umbenannt.

## Zahlen
Das Stadion ist seit seiner Sanierung die größte Sportanlage Macaus. Es umfasst ein 105 m × 68 m großes Fußballfeld, das von einer Laufbahn umgeben ist, sowie eine Weitsprunganlage. Des Weiteren beinhaltet es eine Sporthalle mit 900 Zuschauerplätzen, eine Hockeyanlage sowie Tennisplätze.
Das Estádio Campo Desportivo wurde 1995 eröffnet und zu den IV. Ostasienspielen 2005 saniert. Bei den Spielen wurde es als Hauptaustragungsort genutzt. Das Stadion wurde auf eine Kapazität von 16.000 Zuschauern erweitert und in „Macau Olympic Complex“ umbenannt.

## Verwendung
Das Stadion ist seit seiner Fertigstellung Austragungsort der Heimspiele der Macauischen Fußballnationalmannschaft. Zudem wird es von vielen ortsansässigen Fußball- und Leichtathletikvereinen genutzt. Seit 2005 wurden dort zudem internationale Freundschaftsspiele wie z. B. FC Barcelona – Shenzhen Ruby (2005), Manchester United – Shenzhen Ruby (2007) oder FC Chelsea – Guangzhou Evergrande ausgetragen.